# Allstate Arena
La Allstate Arena (precedentemente chiamata Rosemont Horizon) è un palazzetto dello sport di Rosemont, nella periferia di Chicago.
Vi giocano i Chicago Rush (Arena Football League), i Chicago Wolves (American Hockey League) e la squadra di pallacanestro del DePaul Blue Demons (NCAA). Può ospitare 17500 spettatori per il basket e 16143 per hockey su ghiaccio e football americano.
Ha ospitato anche vari eventi di wrestling, come Wrestlemania 22, WWE Money in the Bank 2011 e varie edizioni di WWE Payback.
È stata inaugurata il 2 luglio 1980: era costata 19 milioni di dollari. Appartenente al comune di Rosemont, da esso trasse il nome. Nel 1999 l'Allstate Insurance Company ne comprò i diritti di denominazione per 20 milioni di dollari.

## Eventi
- WrestleMania 2, 7 aprile 1986
- WWE Survivor Series, 23 novembre 1989
- Great Midwest Conference men's basketball tournament, 1994
- WCW Spring Stampede, 17 aprile 1994
- WrestleMania 13, 23 marzo 1997
- Oasis Live, 17 Gennaio 1998
- WWE Judgment Day, 18 ottobre 1998
- WWE Backlash, 29 aprile 2001
- WrestleMania 22, 2 aprile 2006
- WWE No Mercy, 7 ottobre 2007
- WWE Night of Champions, 19 settembre 2010
- WWE Money in the Bank, 17 luglio 2011
- Guns N' Roses Live, 15 novembre 2011
- WWE Extreme Rules, 29 aprile 2012
- WWE Payback, 16 giugno 2013
- WWE Payback, 1º giugno 2014
- WWE Survivor Series WarGames, 25 novembre 2023